# Funkcja gwarancyjna prawa
Funkcja gwarancyjna prawa – zasada gwarantująca, że adresaci normy prawnej, którzy nie naruszą określonej w niej zasad postępowania, nie poniosą negatywnych konsekwencji ze strony państwa. Szczególne znaczenie funkcja ta ma na gruncie prawa karnego. Ustanawiając sankcję prawnokarną za naruszenie lub narażenie określonych dóbr (penalizacja), ustawodawca daje wyraz swojej woli zapewnienia tym dobrom poszanowania (funkcja ochronna prawa), lecz jednocześnie gwarantuje tym, którzy nie popełnią czynu zabronionego przez ustawę karną, że nie będą pociągnięci do odpowiedzialności karnej. Gwarantuje też, że za naruszenie norm prawa karnego może zostać wymierzona tylko wyraźnie określona w przepisie prawa kara. Wyrazem gwarancyjnej funkcji prawa karnego są zasady nullum crimen sine lege i nulla poena sine lege, a także lex severior retro non agit.
Funkcja gwarancyjna prawa wyznacza granicę między zakresem uprawnień państwa, a sferą praw i wolności jednostki. Chroni ona jednostkę przed arbitralną ingerencją ze strony władzy publicznej. Prawo musi wyraźnie określać, jakie zachowania jednostki są zabronione. Jeżeli określone postępowanie nie jest w sposób wyraźny zakazane, to jest ono dozwolone. Z drugiej strony, władza publiczna może działać jedynie w zgodzie z zasadą legalizmu, a więc w oparciu o istniejące normy prawne, powinna przy tym wskazywać podstawę prawną działań, które podejmuje.